# Sune Almkvist
Sune Lison Almkvist (Uppsala, 4 februari 1886 – Stockholm, 8 augustus 1975) was een Zweeds voetballer, die speelde als middenvelder voor de Zweedse club IFK Uppsala. Hij overleed op 89-jarige leeftijd.

## Interlandcarrière
Almkvist speelde in totaal vier interlands voor de Zweedse nationale ploeg, waarmee hij in 1908 deelnam aan de Olympische Spelen in Londen. Daar gingen de Scandinaviërs met 12-2 over de knie bij de latere winnaar Groot-Brittannië, waarna in de troostfinale met 2-0 werd verloren van Nederland door treffers van Jops Reeman en Edu Snethlage.